# 1983–1984-es kupagyőztesek Európa-kupája
A KEK 1983–1984-es szezonja volt a kupa 24. kiírása. A győztes a Juventus FC lett, miután a döntőben 2–1-re legyőzte az FC Porto csapatát.

## Selejtező
| 1. csapat       | Össz. | 2. csapat       | 1. mérk. | 2. mérk. |
| --------------- | ----- | --------------- | -------- | -------- |
| Swansea City FC | 1–2   | 1. FC Magdeburg | 1–1      | 0–1      |

## Első forduló
| 1. csapat                | Össz.     | 2. csapat              | 1. mérk. | 2. mérk. |
| ------------------------ | --------- | ---------------------- | -------- | -------- |
| NEC Nijmegen             | 2–1       | SK Brann               | 1–1      | 1–0      |
| 1. FC Magdeburg          | 1–7       | FC Barcelona           | 1–5      | 0–2      |
| Mersin İY                | 0–1       | PFK Szpartak Várna     | 0–0      | 0–1      |
| Manchester United FC     | 3–3 (ig.) | AC Dukla Praha         | 1–1      | 2–2      |
| Hammarby IF              | 5–2       | 17 Nëntori Tirana      | 4–0      | 1–2      |
| Sligo Rovers FC          | 0–4       | FC Haka                | 0–1      | 0–3      |
| Glentoran FC             | 2–4       | Paris Saint-Germain FC | 1–2      | 1–2      |
| Juventus FC              | 10–2      | Lechia Gdańsk          | 7–0      | 3–2      |
| Valletta FC              | 0–18      | Rangers FC             | 0–8      | 0–10     |
| NK Dinamo Zagreb         | 2–2 (ig.) | FC Porto               | 2–1      | 0–1      |
| Boldklubben 1901         | 3–9       | FK Sahtar Doneck       | 1–5      | 2–4      |
| Servette FC              | 9–1       | FC Avenir Beggen       | 4–0      | 5–1      |
| AÉK FC                   | 3–4       | Újpesti Dózsa          | 2–0      | 1–4      |
| FC Wacker Innsbruck      | 3–7       | 1. FC Köln             | 1–0      | 2–7      |
| Enosis Neon Paralimni FC | 3–7       | KSK Beveren            | 2–4      | 1–3      |
| ÍA                       | 2–3       | Aberdeen FC            | 1–2      | 1–1      |

## Második forduló
| 1. csapat              | Össz.     | 2. csapat            | 1. mérk. | 2. mérk.   |
| ---------------------- | --------- | -------------------- | -------- | ---------- |
| NEC Nijmegen           | 2–5       | FC Barcelona         | 2–3      | 0–2        |
| PFK Szpartak Várna     | 1–4       | Manchester United FC | 1–2      | 0–2        |
| Hammarby IF            | 2–3       | FC Haka              | 1–1      | 1–2 (h.u.) |
| Paris Saint-Germain FC | 2–2 (ig.) | Juventus FC          | 2–2      | 0–0        |
| Rangers FC             | 2–2 (ig.) | FC Porto             | 2–1      | 0–1        |
| FK Sahtar Doneck       | 3–1       | Servette FC          | 1–0      | 2–1        |
| Újpesti Dózsa          | 5–5 (ig.) | 1. FC Köln           | 3–1      | 2–4        |
| KSK Beveren            | 1–4       | Aberdeen FC          | 0–0      | 1–4        |

## Negyeddöntő
| 1. csapat     | Össz. | 2. csapat            | 1. mérk. | 2. mérk.   |
| ------------- | ----- | -------------------- | -------- | ---------- |
| FC Barcelona  | 2–3   | Manchester United FC | 2–0      | 0–3        |
| FC Haka       | 0–2   | Juventus FC          | 0–1      | 0–1        |
| FC Porto      | 4–3   | FK Sahtar Doneck     | 3–2      | 1–1        |
| Újpesti Dózsa | 2–3   | Aberdeen FC          | 2–0      | 0–3 (h.u.) |

## Elődöntő
| 1. csapat            | Össz. | 2. csapat   | 1. mérk. | 2. mérk. |
| -------------------- | ----- | ----------- | -------- | -------- |
| Manchester United FC | 2–3   | Juventus FC | 1–1      | 1–2      |
| FC Porto             | 2–0   | Aberdeen FC | 1–0      | 1–0      |

## Döntő
| 1984. május 16. 20:15 |

| Juventus               | 2–1   | FC Porto  |
| ---------------------- | ----- | --------- |
| Vignola 12' Boniek 41' | (2–1) | Sousa 29' |

| St. Jakob-Stadion, Bázel Nézőszám: 55 000 Játékvezető: Adolf Prokop (keletnémet) |

| Az 1983–1984-es kupagyőztesek Európa-kupája győztese |
| ---------------------------------------------------- |
| Juventus 1. cím                                      |